# بريسيلا والد
بريسيلا والد (بالإنجليزية: Priscilla Wald)‏ هي أستاذة جامعية أمريكية، ولدت في 1958.